# Alex Crognale
Alex Crognale (Columbus, Ohio, Estados Unidos; 27 de agosto de 1994) es un futbolista estadounidense. Juega de defensa y su equipo actual es San Antonio FC de la USL Championship de Estados Unidos

## Trayectoria

### Inicios y Universidad
Crognale se formó en la academia juvenil del Columbus Crew SC, para luego jugar al fútbol universitario durante cuatro años en la Universidad de Maryland, entre el 2013 y 2016. Fue el capitán de los Maryland Terrapins en el año 2016, año que el equipo ganó su tercera Big Ten Conference, y Alex fue nombrado defensa del año del Big Ten. En su tiempo como universitario, jugó 73 encuentros y anotó 11 goles para las tortugas.

### Columbus Crew SC
El 13 de diciembre de 2016 se anunció que Crognale fichó como jugador de cantera por el Columbus Crew SC de la Major League Soccer. Hizo su debut profesional el 18 de marzo de 2017 contra el D.C. United. Anotó su primer gol para los crew el 2 de junio de 2018 al Toronto FC, en el empate a tres como local.

### Orange County SC
El 15 de marzo de 2018 el defensor estadounidense fue enviado a préstamo al Orange County SC. Debutó el 17 de marzo en el empate 1-1 ante el Phoenix Rising FC, donde entró como sustituto y anotó el gol del empate en el minuto 90.

### Indy Eleven
El 15 de marzo de 2019 fue enviado a préstamo al Indy Eleven de la USL.

### Birmingham Legion
El 23 de diciembre de 2019 el defensor fichó por el Birmingham Legion de la USL.

## Estadísticas
Actualizado al último partido disputado el . 9 de junio de 2022
| Columbus Crew SC Estados Unidos                                                                            | 1.ª           | 2017          | 17  | 0  | 1 | 0 | - | - | 0 | 0 | 18  | 0  |
| Columbus Crew SC Estados Unidos                                                                            | 1.ª           | 2018          | 5   | 1  | 1 | 0 | - | - | 0 | 0 | 6   | 1  |
| Columbus Crew SC Estados Unidos                                                                            | 1.ª           | 2019          | 12  | 0  | 2 | 0 | - | - | 0 | 0 | 14  | 0  |
| Columbus Crew SC Estados Unidos                                                                            | Total club    | Total club    | 34  | 1  | 4 | 0 | 0 | 0 | 0 | 0 | 38  | 1  |
| Orange County SC (préstamo) Estados Unidos                                                                 | 2.ª           | 2018          | 23  | 4  | - | - | - | - | 3 | 0 | 26  | 4  |
| Orange County SC (préstamo) Estados Unidos                                                                 | Total club    | Total club    | 23  | 4  | 0 | 0 | 0 | 0 | 3 | 0 | 26  | 4  |
| Indy Eleven (préstamo) Estados Unidos                                                                      | 2.ª           | 2019          | 6   | 0  | - | - | - | - | 3 | 0 | 26  | 4  |
| Indy Eleven (préstamo) Estados Unidos                                                                      | Total club    | Total club    | 6   | 0  | 0 | 0 | 0 | 0 | 3 | 0 | 26  | 4  |
| Birmingham Legion Estados Unidos                                                                           | 2.ª           | 2020          | 16  | 3  | 0 | 0 | - | - | 1 | 0 | 17  | 3  |
| Birmingham Legion Estados Unidos                                                                           | 2.ª           | 2021          | 26  | 3  | 0 | 0 | - | - | 1 | 0 | 27  | 3  |
| Birmingham Legion Estados Unidos                                                                           | 2.ª           | 2022          | 12  | 0  | 1 | 0 | - | - | 0 | 0 | 13  | 0  |
| Birmingham Legion Estados Unidos                                                                           | Total club    | Total club    | 54  | 6  | 1 | 0 | 0 | 0 | 2 | 0 | 57  | 6  |
| Total carrera                                                                                              | Total carrera | Total carrera | 117 | 11 | 5 | 0 | 0 | 0 | 8 | 0 | 130 | 11 |
| (1) Incluye datos de la U.S. Open Cup (2017, 2018) (2) Incluye datos de los play offs de la USL Pro (2018) |               |               |     |    |   |   |   |   |   |   |     |    |